# أوين كلاسن
أوين كلاسن (بالإنجليزية: Owen Klassen) مواليد 31 أكتوبر 1991 في كينغستون، هو لاعب كرة سلة محترف كندي بدأ مسيرته الاحترافية في سنة 2014 لعب مع فريق فينيكس هاغن في الدوري الألماني لكرة السلة كلاعب وسط ويحمل الرقم 4.

## روابط خارجية
- أوين كلاسن على موقع كرة السلة الأوروبية.كوم (الإنجليزية)
- أوين كلاسن على موقع ريلجم (الإنجليزية)
- أوين كلاسن على موقع بروبوليرز (الإنجليزية)
- أوين كلاسن على موقع سبورتس رفرنس (الإنجليزية)